# 日光号列车
“日光”（日语： Nikkō */?）是来往于新宿站和东武日光站之间的特急列车。该列车由东日本旅客铁道（JR东日本）与东武铁道合作运营，经由山手线、东北本线（宇都宫线）、东武日光线。其中由东武100系电车担当的班次，会冠以SPACIA的前缀，称为“SPACIA日光”。
本条目同时记载来往于新宿站和鬼怒川温泉站之间的特急“鬼怒川”（日语： Kinugawa */?）号列车的信息。该列车同样由JR东日本与东武铁道合作运营，经由山手线、东北本线（宇都宫线）、东武日光线、东武鬼怒川线。其中由东武100系电车担当的班次，称为“SPACIA鬼怒川”。

## 概要
“日光”号和“鬼怒川”号自2006年3月18日开始运行，承担东京来往栃木县西部的中距离运输任务。该列车一方面服务于前往日光市旅行的国际游客，另一方面，其早晚班次也服务于沿线往来东京通勤的栃木县居民。
列车名“日光”和“鬼怒川”都来源于地理名称。“日光”号因为目的地栃木县日光市得名。“鬼怒川”号因为目的地鬼怒川上游的鬼怒川温泉得名。

## 運行概況
2006年3月18日運行開始以來，定期列車的營運班次如下。
- 「日光」- 毎日1來回
- 「鬼怒川」- 毎日1來回
- 「SPACIA鬼怒川」- 毎日2來回

### 停車站
日光
新宿站 - 池袋站 - 浦和站 - 大宮站 - 栃木站 - 新鹿沼站 - 下今市站 - 東武日光站
鬼怒川・SPACIA鬼怒川
新宿站 - （與「日光」相同） - 下今市站 - 東武世界廣場站 - 鬼怒川温泉站

### 使用車両・編成

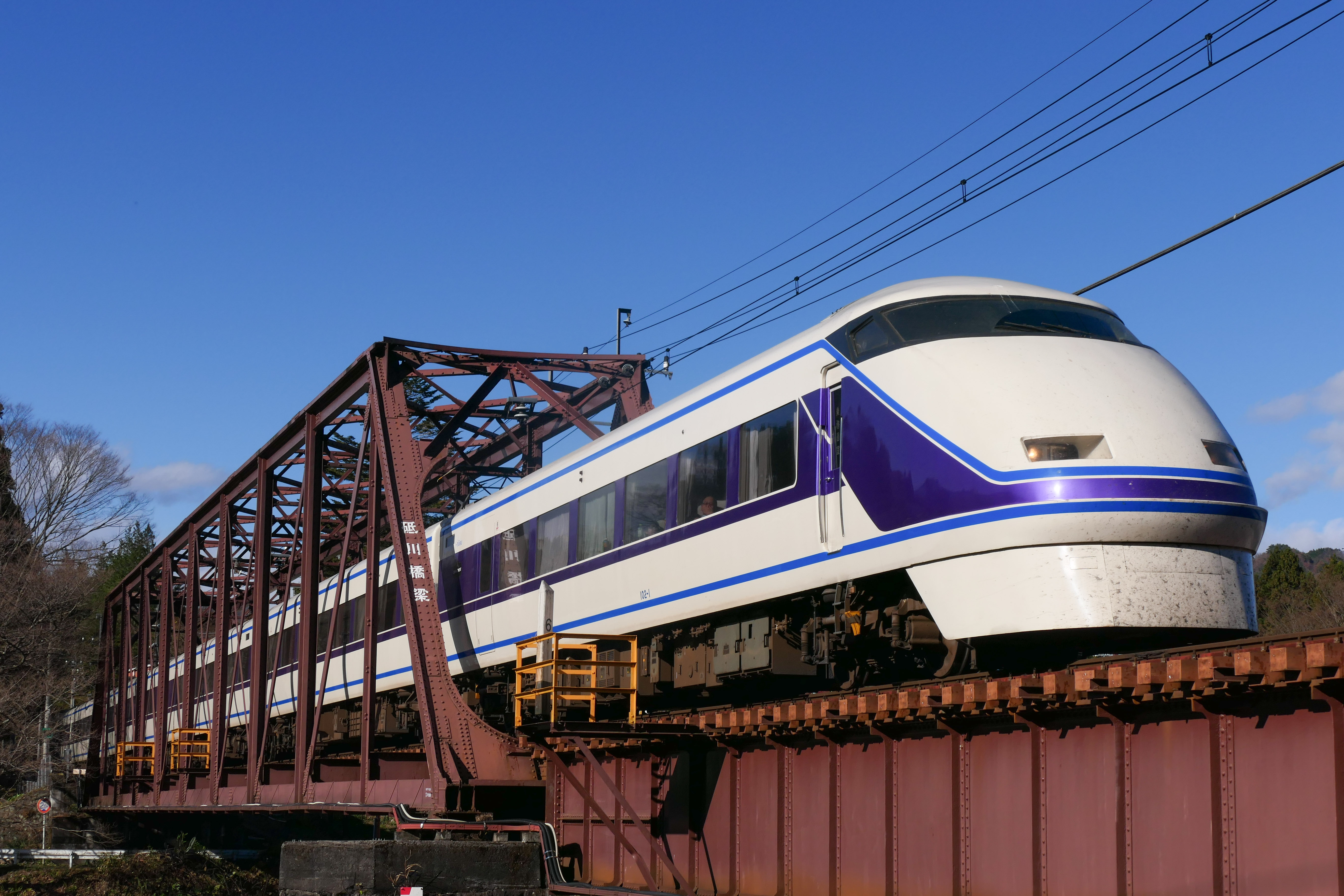
東武100系
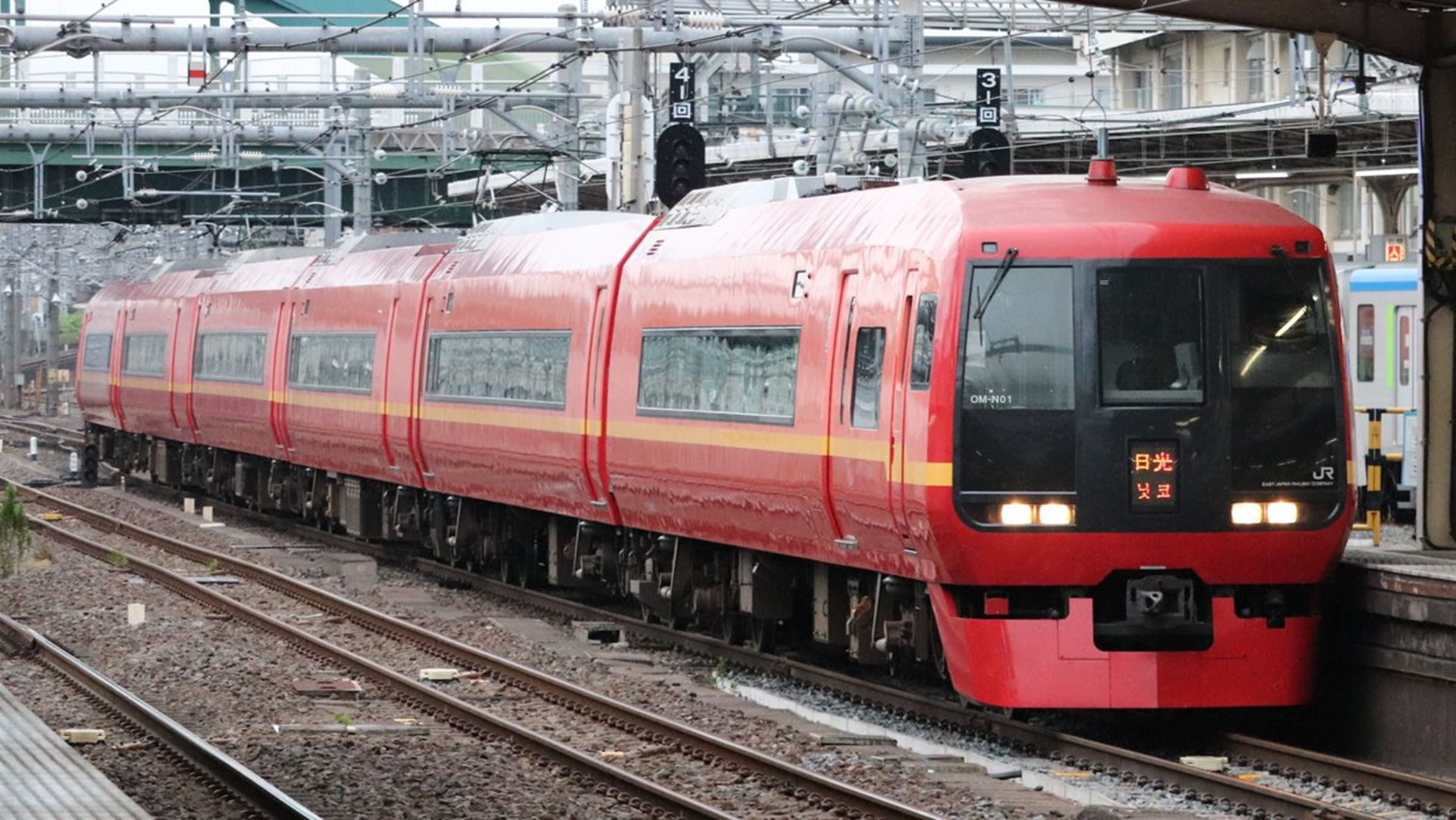
253系1000番台